# Il Piccolo

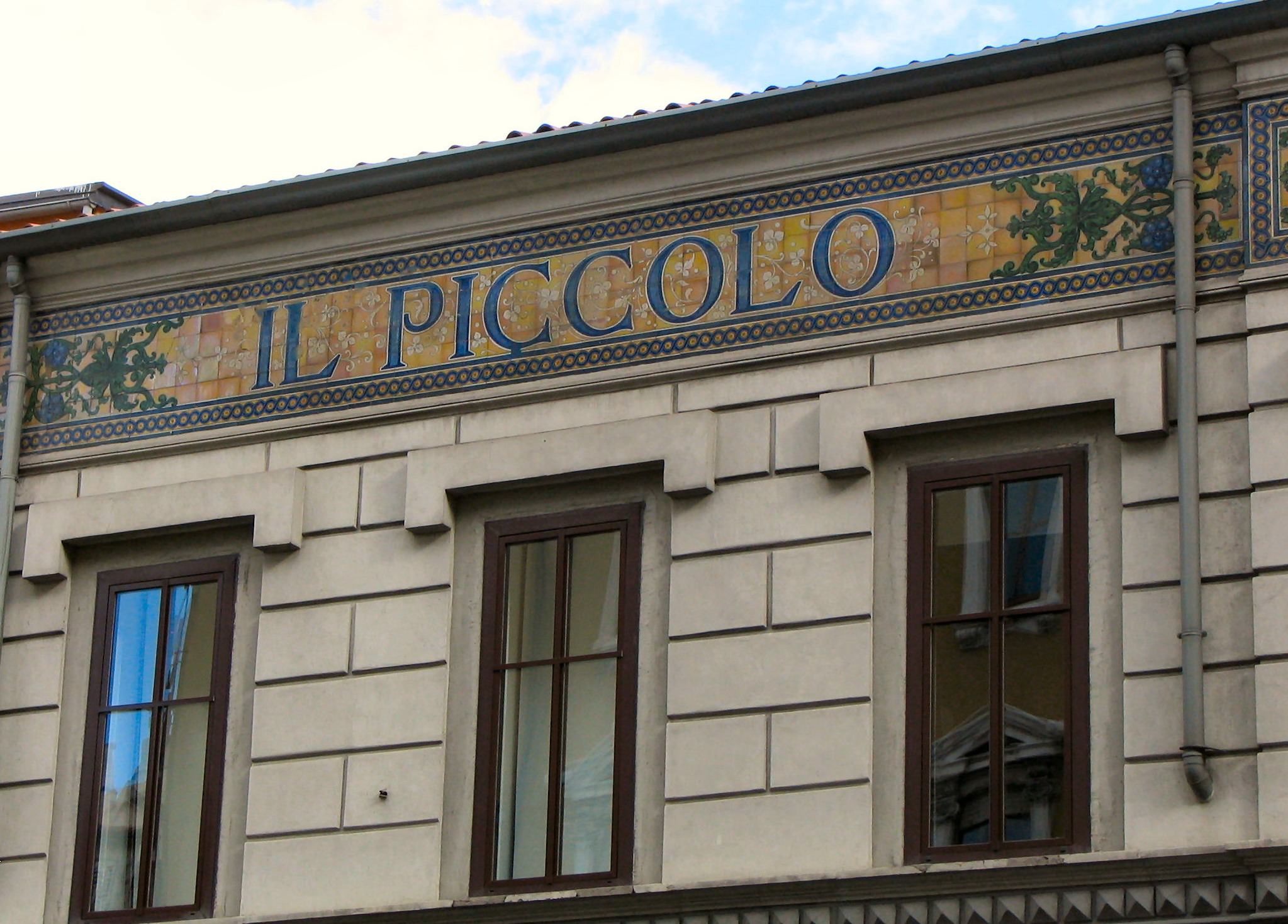
Antiga sede do jornal Piccolo

Il Piccolo (em português "o pequeno") é um jornal italiano regional diário da empresa Gruppo Editoriale L'Espresso editado em Trieste, capital do Friul-Veneza Júlia. O nome deriva do seu pequeno formato de 30cm por 45,5cm.